# Estación de Riudellots
Riudellots es una estación ferroviaria situada en el municipio español de Riudellots de la Selva, en la provincia de Gerona, comunidad autónoma de Cataluña. Dispone de servicios de Media Distancia operados por Renfe.

## Situación ferroviaria
La estación se encuentra en el punto kilométrico 19,8 de la línea Barcelona-Cerbère en su sección Massanet-Massanas a Port Bou y Cerbère a 101,2 metros de altitud. El tramo es de vía doble y está electrificado.

## Historia
La estación fue inaugurada el 3 de marzo de 1862 con la puesta en marcha del tramo Empalme (situado en Massanet) - Gerona de la línea que pretendía unir Barcelona con la frontera francesa. Las obras y explotación inicial corrieron a cargo de la Compañía de los Caminos de Hierro de Barcelona a Gerona fundada en 1861. Esta última cambiaría poco después su razón social a Compañía de los Caminos de Hierro de Barcelona a Francia por Figueras. En 1875, la unión de la Compañía del Ferrocarril de Tarragona a Martorell y Barcelona con la compañía antes mencionada dio lugar al nacimiento de la Compañía de los ferrocarriles de Tarragona a Barcelona y Francia o TBF. En 1889, TBF acordó fusionarse con la poderosa MZA. Dicha fusión se mantuvo hasta que en 1941 la nacionalización del ferrocarril en España supuso la desaparición de todas las compañías privadas existentes y la creación de RENFE. 
Desde el 31 de diciembre de 2004 Renfe Operadora explota la línea mientras que Adif es la titular de las instalaciones ferroviarias.
En 2008, la estación que se encontraba en mal estado de conservación fue restaurada. Se construyó también un nuevo refugio en el andén principal y se rehabilitó el ya existente en el otro andén.

## Servicios ferroviarios

### Cercanías
Riudellots es una estación de la línea RG1 de Cercanías de Gerona.

### Media Distancia
El tráfico de Media Distancia con parada en la estación tiene como principales destinos Barcelona, Portbou y Cerbère. 
| Línea MD | Trenes   | Origen/Destino |  | Destino/Origen  | Equivalente Rodalies de Catalunya |
| -------- | -------- | -------------- |  | --------------- | --------------------------------- |
| 33       | Regional | Barcelona      |  | Portbou Cerbère |                                   |